# Phố Baker

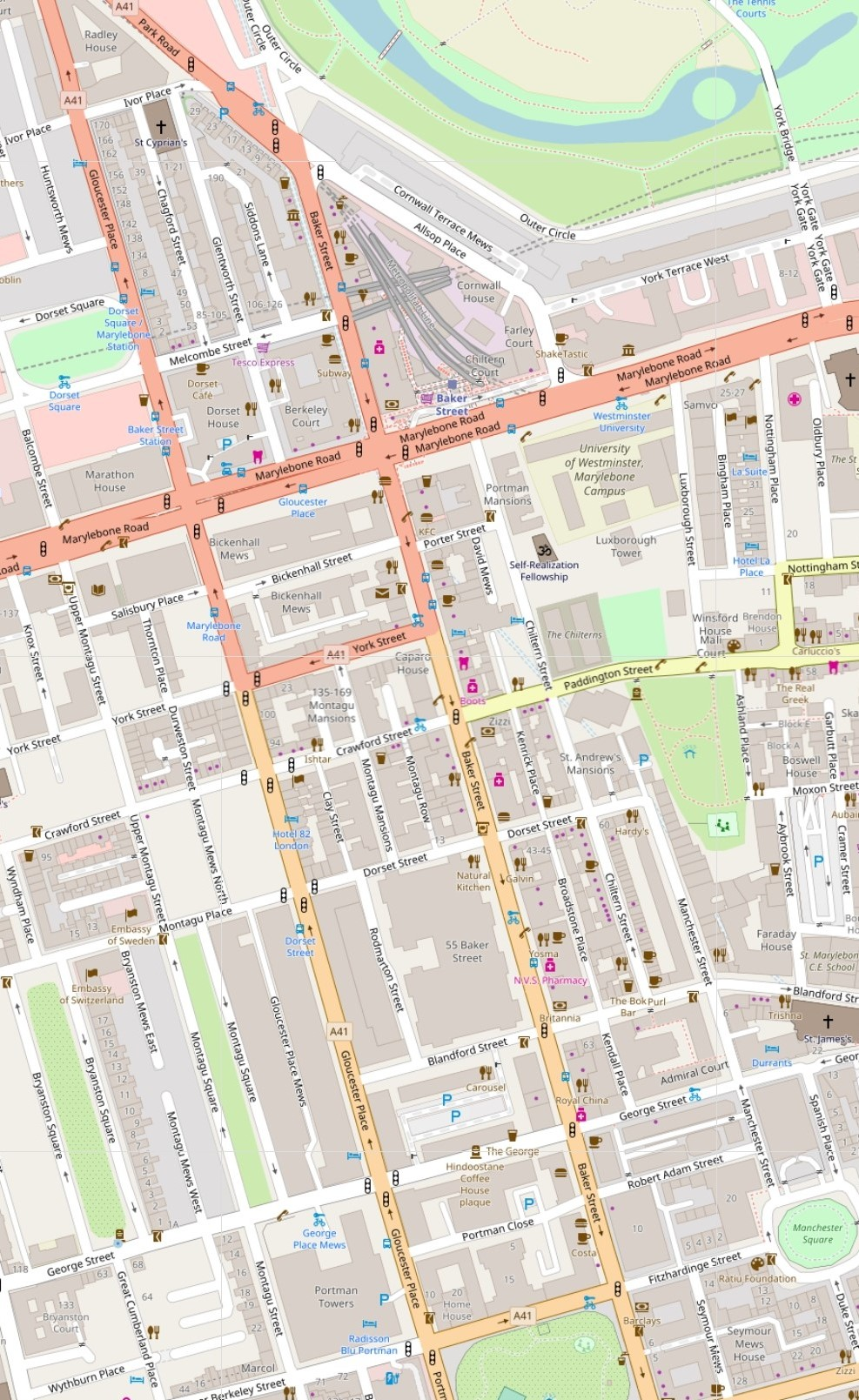
Baker Street area map

Phố Baker là một con phố ở quận Marylebone của Thành phố Westminster ở Luân Đôn. Nó được đặt theo tên của nhà xây dựng William Baker, người đã tạo ra đường phố này vào thế kỷ 18. Con phố này nổi tiếng vì có mối liên hệ với thám tử hư cấu Sherlock Holmes, theo truyện là sống tại một địa chỉ hư cấu 221B phố Baker ở phía bắc của con phố này. Khu vực này ban đầu là khu dân cư cao cấp, nhưng hiện nay chủ yếu là mặt bằng kinh doanh thương mại.